# 상제진리
상제진리(上帝眞理)는 그리피스 존(Griffith John, 1831년 ~ 1912년)이라는 웨일즈 출신의 중국의 선교사가 한문으로 쓴 것으로 언더우드가 『샹뎨진리』(The True Doctrine of God)로 번역한 전도 책자이다.

## 참고 문헌
- Griffith John, The True Doctrine of God, 언더우드 역, 『샹뎨진리』(京城: 그리스도셩셔, 1891)
- 『기독교사 자료집 권1(타종교 및 전통문화의 이해를 중심으로, 1935년 이전)』(차옥숭, 고려한림원, 1993)
- 「한국기독교초기간행물에 관하여」(김양선, 『사총』12·13합집, 1968)
- 『국민일보』(2010.12.15)